# Conus rawaiensis
Conus rawaiensis é uma espécie de gastrópode do gênero Conus, pertencente à família Conidae.